# Wolfgang Seuss
Wolfgang Seuss ou Wolfgang Seuß (1907-22 juin 1960) est connu pour être un garde du camp de concentration de Natzweiler-Struthof.

## Biographie
Wolfgang Seuss naît en 1907 à Nuremberg et devient serrurier par la suite. À cause de la crise économique de l'après-guerre, il perd son travail en 1928 et devient chômeur. Il entre au parti nazi en mars 1932 et, en 1933, dans la SS puis dans la 3e division SS Totenkopf. Wolfgang Seuss commence sa carrière de gardien en tant que chef de block (Blockführer) au camp de Dachau, puis, en 1938, il est chargé de la comptabilité des effectifs en devenant Rapportführer,. Le garde arrive à Natzweiler-Struthof en 1942avec son frère, Joseph Seuss, à la suite de l'appel de Joseph Kramer. Il devient un des gardiens les plus redoutés du camp. Wolfgang Seuss, en plus de son poste de Rapportführer, s'occupait de faire travailler les déportés NN, qui le surnommaient « Zeus » ou encore la « Créature », et il participait aux pelotons d'exécution. Plus tard, il devient responsable du camp (Lagerführer) et accueillait tous les nouveaux arrivant en criant la phrase suivante :« vous venez ici pour crever ! ».D'après Roger Monty, un déporté français du camp de Natzweiler-Struthof,« Seuss a une allure de bureaucrate pointileux et un maintien de Feldwebel. Nabot aux sourcils épais, à la voix fluette et atone, il n'est que l'ombre du commandant Kramer ». Le Lagerführer s'amusait à maltraiter les déportés à coups de pied et de fouet, mais aussi à lâcher les chiens sur eux. De plus, lorsqu’un détenu était pris en flagrant délit de fuite, Wolfgang Seuss faisait croire que c’était Berlin qui avait ordonné la sentence de mort et le pendait lui-même devant les autres déportés. Il a aussi torturé à mort, entre autres, le détenu israélite Kurt Risenfeld en le jetant dans un mélangeur à béton. Une autre fois, Seuss a organisé la pendaison d'un déporté allemand. Afin de gagner du temps de vie, le déporté commence à raconter qu'il n'est pas comparu en justice pour un crime qu'il a commis avant son arrestation par la Gestapo. Le Lagerführer le laisse parler et, à la fin, lui dit sur un ton de rempli de moquerie :« D’abord tu seras pendu et après seulement tu pourras parler autant et aussi longtemps que tu le voudras. »

### Vie de famille
La vie de famille de Wolfgang Seuss était normale, ses enfants allaient à l’école et il aimait se promener avec eux pour chercher des champignons en forêt. D’un autre côté, Seuss n’a pas hésité à inciter ses enfants à jeter des pierres sur les déportés. Il utilisait aussi une motocyclette mise à disposition par la SS pour se rendre de chez lui au camp,.

### Procès et condamnation
En juillet 1954, Wolfgang Seuss est condamné à mort par le tribunal de Metz, mais la Cour de cassation annule la sentence. Il est jugé à nouveau du 17 avril au 17 mai 1955 à la caserne de Reuilly qui le condamne à mort, mais, par la suite, sa peine est réduite et il est libéré. À son retour en Allemagne au début de 1960, il se fait arrêter et la cour d'assise de Munich le condamne à mort.